# Deerfield (Kansas)
Deerfield is een plaats (city) in de Amerikaanse staat Kansas, en valt bestuurlijk gezien onder Kearny County.

## Demografie
Bij de volkstelling in 2000 werd het aantal inwoners vastgesteld op 884.
In 2006 is het aantal inwoners door het United States Census Bureau geschat op 878, een daling van 6 (-0,7%).

## Geografie
Volgens het United States Census Bureau beslaat de plaats een oppervlakte van
1,2 km², geheel bestaande uit land. Deerfield ligt op ongeveer 898 m boven zeeniveau.

## Plaatsen in de nabije omgeving
De onderstaande figuur toont nabijgelegen plaatsen in een straal van 52 km rond Deerfield.